# イトマン事件
イトマン事件（イトマンじけん）とは、大阪市にあった日本の総合商社・伊藤萬株式会社をめぐって発生した商法上の特別背任事件である。バブル景気の時代を象徴する事件の一つとされる。日本においては、太平洋戦争後最大の経済事件として知られており、紹介されるときにはほとんど枕詞のように「戦後最大の経済事件」というフレーズがつく。大塚将司のように、1982年 (昭和57年) に起こったロベルト・カルヴィ (アンブロシアーノ銀行頭取) 暗殺事件に始まるイタリアの金融スキャンダルと対比する人もいる。

## 背景
伊藤萬は、1883年（明治16年）に創業され一族経営で繊維商社をメインとした会社で、かつては東証1部、大証1部に上場していた。1973年（昭和48年）のオイルショックで経営環境が悪化したことをきっかけに、磯田一郎住友銀行副頭取 (当時) の肝いりで住友銀行 (現：三井住友銀行) の常務だった河村良彦が伊藤萬に理事として入社・副社長に就任したのが1975年 (昭和50年)、同年の12月には社長に昇格した。それ以降、繊維部門を縮小させると同時に多角経営化を進め、1978年 (昭和53年) には収支を黒字転換することに成功した。一方で河村のワンマン社長化が進むことになった。
しかし、1980年年代半ばには多角経営が仇になり、石油業転事件で大きな損失を出した。
石油業転は、土地転がしの石油版といった趣きの商売で、各商社で持っている余剰石油やガソリンを仕入れて、そこにマージンを加え、石油やガソリンが不足している会社へ転売する業である。口約束や電話一本で話をすすめ正式な契約書をかわさない一種の信用取引で、通常は元売りから最終的なガソリンスタンドまでの間に複数の会社が関係するため、転売を繰り返すと元手がかからないままで大きな利益を生む。
イトマンが燃料事業に参入するのが1982年 (昭和57年) 頃、石油業転へは1984年 (昭和59年) のことだったが、石油を売った相手企業が倒産、売掛金を回収できなくなり大きな損失を出した。石油業転に参入したのは、河村の独走や大株主からの収益拡大要求があったためである。更に、石油元売りの大手商社など21社から計100億円の裁判を起こされ敗訴した。石油業転で損失を出しただけでなく、業務提携していたコンピュータ会社やおもちゃ会社が倒産する不運も重なり、伊藤萬の業績は悪化、300億円以上の損失を計上する事態にまで陥った。
一方、この頃になると伊藤萬は金になるなら何にでも手を出すようになっており、東京本社の取得を名目にした東京・南青山の地上げや、業務提携したつぼ八の乗っ取り事件、霊感商法で悪名高い統一教会の関連企業ハッピーワールドへの巨額融資、系列ノンバンクだったイトマン・ファイナンスを通じたパチンコ業や性風俗産業への融資など眉をひそめるような事業を手掛けていた。
1986年 (昭和61年) の平和相互銀行事件では、不正融資の資金は伊藤萬の子会社イトマン・ファイナンスから融資されたものだっただけでなく、事件で入手した同銀行の株は伊藤萬を経由して住友銀行に譲渡され、住友銀行が平和相互銀行を手に入れることに一役買うなどしたため、伊藤萬は「住銀の別働部隊」「住銀の痰壺」と揶揄され、同銀行の汚れ仕事担当の企業になっていた。1988年 (昭和63年) の春には、住友銀行の要請で、1,000億円以上の在庫がある不動産会社を引き取ったため、経営はますます苦しくなった。
このように伊藤萬の業績悪化がひどくなるのに比例して、河村のワンマン化も進んだ。住友銀行・伊藤萬創業者の伊藤家からのフリーハンドを得るべく、発行株式を増資して持ち株比率を高めた他、同銀行出身者や伊東家一族を追放し、伊藤萬生え抜きの役員を副社長に据えるなど人事面での改革も行ったが、業績悪化はとまらず、河村は追い詰められていった。
河村が苦境に立たされていた時期に出会ったのが、株式会社協和綜合開発研究所の社長 (経営コンサルタント、内実は地上げ屋)・伊藤寿永光だった。河村と伊藤がどのようにして出会ったのかは資料によって書かれ方が異なるので一概には言えないが、伊藤本人の証言によるなら、以前から伊藤と交流のあった磯田が、伊藤萬の苦境を知って、伊藤に河村を紹介したものである。当時、雅叙園観光の経営者だった伊藤は、経営危機にあった同社の資金繰りで切羽詰まっており、至急資金源を探し出す必要に迫られていた。伊藤自身は企業乗っ取り事件の当事者ではなかったが、雅叙園観光事件で裏社会に流出した同社の株を持っており、当時仕手筋として名を馳せていた仕手集団・コスモポリタンの会長・池田保次や大阪府民信用組合理事会長・南野洋に対し、雅叙園観光の仕手戦に関して融資していた200億円の貸金が焦げ付いていた。
河村と伊藤が初めて会合を持ったのは、1989年 (平成元年) 8月初旬のことで、このときに伊藤は自分を大きく見せようと都合のいいように話したようである。この会合からほどなくして、伊藤は河村に、雅叙園観光の手形回収で手こずっており100億円ほど不足していると訴えると、河村から増資の提案があり、伊藤萬で引き受けてもよいと言ったという。これで伊藤はようやく一心地ついたという。伊藤萬による引受け (1,000万株、111億円) は、翌1990年 (平成2年) の2月27日のことである。
この、雅叙園観光株の第3者増資割当ての伊藤萬引受けの話を機に、河村は伊藤や許永中と関係を深めていくことになる。伊藤は、第5代山口組若頭・宅見勝や許のような反社会勢力とつながった人物だったので、河村が伊藤と組んだことが、伊藤萬を裏社会と結びつける原因になった。
伊藤が伊藤萬に企画監理本部長として入社するのが1990年 (平成2年) 2月1日、河村が伊藤を常務に引き上げるのが同年6月28日のことである。伊藤は、伊藤萬を介して住友銀行から融資を受けるようになった。
また、雅叙園観光の債権者の一人であった許永中も、同社の再建処理を行う上で伊藤寿永光との関係を深めるようになり、伊藤を通じて伊藤萬との関係を持つようになった。
伊藤や許は、伊藤萬に対して、地上げ屋の経営や、建設の具体性の見えないゴルフ場開発へ多額の資金を投入させた。その結果、伊藤萬本体から360億円、全体では3000億円以上の資金が、住友銀行から伊藤萬を介して暴力団関係者など闇社会に消えていった。

## 融資・取引きの実際
伊藤萬が行った不正・不明朗な取引は数多くあり、立件されず疑惑のレベルを越えないものも多かった。一般に、これらのうちの約10件の刑事事件化された経済犯罪を指して「イトマン事件」と総称している。伊藤萬による不正融資・取引きは、株取引に関する不正、ゴルフ場などの大規模な土地開発と、絵画取引に大別される。事件化された主なものは以下の通り。
1. 許永中の関連企業との絵画取引 - 伊藤・許に対する商法の特別背任罪容疑
2. 瑞穂ゴルフ場  (岐阜県) への融資 - 河村・伊藤に対する商法の特別背任罪容疑
3. さつま観光 (鹿児島県) への融資 - 河村・伊藤・許に対する商法の特別背任罪容疑
4. 自社株の取得 - 河村らに対する商法の自社株取得禁止違反容疑
5. 立川株買い占め事件に関わる10億円 - 河村に対する業務上横領罪容疑
6. 箱根市の霊園開発 - 河村・伊藤・小早川茂に対する商法の特別背任罪容疑
7. 大阪府民信用組合から雅叙園観光への無担保融資 - 伊藤・南野洋に対する背任罪容疑
8. 株券などの偽造 - 伊藤に対する有価証券偽造罪・有印私文書偽造罪・同行使罪容疑

イトマン事件では約3,000億円が裏社会に消えたと言われている。しかし、その全容が裁判で明らかになることはなく、今もって不明なままである。

### 不動産開発関連
河村との接触が始まると、伊藤は次々と開発企画を持ち込んできた。この伊藤による企画を伊藤萬社内では伊藤プロジェクトと呼んでいた。伊藤プロジェクトに融資された資金は、ほとんどが実際の開発に回されることなく、伊藤や許の関連会社の借金返済や雅叙園観光の簿外債務の処理に当てられた。
伊藤プロジェクトでわかっているのは次のようなものである。数字は、1990年 (平成2年) 11月末時点での伊藤萬から流れた資金の金額で、総額は1,929億円に達する。
- 福島空港公園カントリークラブの開発 - 10億円
- 野尻湖リゾート開発 (長野県信濃町) - 106億円
- 雅叙園観光の株式取得 - 47億円
- 東京都銀座1丁目の地上げ - 664億円
- 相武カントリー倶楽部 (東京都八王子市) - 110億円
- 東伊豆のリゾートマンション開発 - 48億円
- 結婚式場インペリアルウィング富山迎賓館建設 - 7億円
- インペリアルウィングゴルフクラブ (岐阜県関市) - 640億円
- ウィング蘭仙カントリークラブ (岐阜県瑞浪市) - 234億円
- 小倉南カントリークラブ (福岡県勝山町) - 70億円
- さつまカントリークラブ (鹿児島県松元町) - 200億円

これらのうち、さつまカントリークラブへの融資だけは許永中の関連会社「さつま観光」へのものだが、それ以外は伊藤への融資である。伊藤プロジェクトの他に、伊藤萬が融資した案件につぎのようなものがある。
- 箱根町の霊園開発 - 10億円

これは、河村と伊藤が伊藤萬の子会社・伊藤萬不動産販売を使って、不動産開発会社・アルカディア・コーポレーション社長・小早川茂 (韓国名・崔茂珍、山口組系暴力団・柳川組初代組長の元秘書) へ10億円を融資した案件である。名目は箱根町の山林の霊園開発だが、開発地は国立公園内にあり、そもそも実現不可能な企画だった。イトマン疑惑の記事を差し止めるためのマスコミ対策用資金を捻出するための、名目上の開発企画だったと言われている。
伊藤プロジェクトのうちもっとも早く実行されたのが、伊藤萬からゴルフ場開発2件に対する融資 (相武カントリー倶楽部と関市のインペリアルウィング) で、伊藤と河村が初めて出会ってから1ヶ月後の1989年9月のことである。その時の融資の合計金額は164億円、うち、35億5,000万円が伊藤から伊藤萬へ、企画料の名目でキックバックされた。これが伊藤萬の利益として計上されるので、表面上、業績が改善したように見えるというからくりだった。
相武カントリー倶楽部への融資案件に際して伊藤らは同倶楽部の株券を名古屋市内の印刷所で偽造し、それを担保に伊藤萬から110億円の融資を受けた。伊藤はこれ以外にも、融資の担保に偽造文書を使った。1989年10月に、伊藤萬から、新広島カントリークラブ (広島県) と小倉南カントリークラブ (福岡県) の株式取得のために220億円の融資を受けた際に、 日本ドリーム観光がこれらの株を250億円で買い取ることを約束したと称する買い付け証明書を偽造している。既述のように、これらの詐欺行為は立件され有罪判決を受けている。
岐阜県瑞浪市のウィング蘭仙カントリークラブへの融資では、十分な担保をとらず、開発許可もおりていないのに、ゴルフ場の開発名目で234億円を融資した。また、鹿児島県のさつまカントリークラブの開発案件では、許の関連会社「さつま観光」に対して200億円を融資し、伊藤萬に146億円の損害を与えた。

### 株取引関連
株に関係した取引の中でもっとも早い時期に行われたものの1つが、立川株買い占め事件に関して行われた金銭授受だった。これは、単なる不正な資金のやり取りというだけでなく、後の絵画取引きにつながっていく点で重要である。
アイチのオーナー・森下安道が、伊藤萬系列の繊維商社だった立川の株買い占めを始め筆頭株主に躍り出たのが1988年6月のことで、その後1989年8月には過半数の株式を取得した。これに対して河村は増資によって伊藤萬の持ち株比率を高め、過半数を奪い返したのが1989年10月のことである。しかし、この裏で河村は伊藤を仲介して、2年後に伊藤萬所有の株をアイチに譲渡する密約を結び、アイチから5億円、伊藤からも同額の計10億円を受け取った。この立川株買い占め事件で森下と接点を持ったことが河村にとって深みにはまる原因になった。1989年10月、河村は森下から絵画取引きが金になるという話を聞き関心を持ったのが、許との絵画取引にのめり込んでいったと理由だ言われている。
許との絵画取引が始まるのが1989年末からだが、きっかけは西武グループの高級宝飾品販売会社「ピサ」との取引だった。この点については後述する。伊藤萬は、「ピサ」の扱っていたロートレック・コレクションを許に転売しようとして失敗したのだが、それにめげずに許との絵画取引を拡大した原因が、上述の森下からの情報だった。

### 絵画取引
イトマン事件の不正取引のなかでも、大きなウェイトを占めるのが許永中との絵画取引である。1991年 (平成3年) 1月に理事会によって解任された後、3月11日付けで河村が引き継ぎ事項として社長の芳村昌一に提出した文書によれば、絵画取引の総額は680億円にものぼる。そのうちの557億円が許との取引である。
伊藤萬の絵画取引はほとんどが許の関連会社とのものだった。取引は、許の関連会社 (関西新聞、富国産業、関西コミュニティ) と、伊藤萬およびグループ企業のエムアイギャラリーの間で行われた。しかし事実上は、許永中との取引である。絵画の仕入れは、西武百貨店、三越百貨店、フジ・インターナショナルからの他、政治結社・極東民主同盟代表、元菅谷組系暴力団員、元民社党府議からも行われた。大阪地裁判決で認定されただけでも、絵画取引で伊藤萬に与えた被害総額は265億円という巨額なものだった。
しかし、この巨額の絵画取引の直接的きっかけは許ではなく、磯田家と河村との個人的な関係から始まっている。キーパーソンは磯田の長女とその夫、そしてアイチのオーナー・森下安道である。
伊藤萬が絵画取引を始めたのは、磯田の長女から河村にあった相談がきっかけだった。1989年 (平成元年) 11月、磯田の長女から河村に相談があった。西武グループの企業・ピサが持っているロートレック・コレクション (ロートレックの絵画と、友人と交わした書簡などのロートレックの身の回り品がセットになったコレクション) の販売先を探してくれないかという内容だった。
ピサは堤清二の母が設立した、西武グループの高級美術品・宝飾品を扱う会社で、本店は東京プリンスホテルにあった。磯田の長女が嘱託職員として働いており、一時期は堤が会長をしていたこともある。
河村は伊藤に相談、それを伊藤が許永中につないだ。許の供述を信用する限り、ロートレック・コレクションの来歴には堤清二や政財界の大物が関わっていたようである。このとき許が68億円余りでの購入を約束したので、伊藤萬はピサからコレクションを16億700万円で購入し、それを許に転売して一度に50億を越える利益を上げようとした。しかし、伊藤萬は購入はしたものの許は買取ろうとはせず支払いも行われなかった。ロートレック・コレクションは伊藤萬が契約していた倉庫に保管されっぱなしになった。
翌1990年 (平成2年) 1月下旬、このロートレック・コレクションの1件をきっかけにして、許は河村に対し、伊藤萬と絵画の転売事業を共同で立ち上げたい、と申し出た。先の失敗にもかかわらず、河村は許の口車に乗り、ピサから更に100億円を越える絵画を購入、それ以外にも、関西新聞、関西コミュニティ、富国産業から500億円を越える絵画・美術品を購入した。それ以外にも、許は西武百貨店や三越百貨店などから絵画を仕入れて伊藤萬へ転売した。
許は、裏社会の友人たちからも美術品を手に入れ、それを数倍、ひどいときには90倍にもつりあげた価格で伊藤萬に転売し、巨額の利益を手に入れた。その一方で、伊藤萬が許から購入した美術品の大半は転売できず、大半が倉庫に保管されるだけになっていた。

## 経営危機のマスコミ報道
伊藤萬の経営危機が世間一般に知られるようになったのは1990年 (平成2年) になってからのことだが、國重惇史・大塚将司といったごくわずかの人は1988年 (昭和63年) には既にその兆候に気づいていた。ただ、その時には時代の流れに逆らってまで記事化することはできなかった。
伊藤萬の経営危機を初めてマスコミ報道したのは1990年 (平成2年) 5月24日付の日本経済新聞 (日経新聞) 朝刊だった。この記事の中で大塚は、伊藤萬に1兆2千億円にもおよぶ借入金があることを報道した。しかし、この時の報道では社会的インパクトをほとんど与えられなかった。デスクによって記事の内容が穏健化されたため、経営危機というよりもむしろ、住友銀行のバックアップで伊藤萬の経営状態は改善されるだろう、といったポジティブな方向に受け取られた。一方で、伊藤萬がこの記事に非常に神経質になり、密かに日経内部の情報を探ろうとした。後に、イトマン事件の公判で検察側が、伊藤萬が日経の社内協力者に1,000万円を支払ったと暴露し、大問題になった (後述)。伊藤萬の経営に対し批判的記事を書いた新潮社や日本経済新聞社へのマスコミ工作と称して流出した資金もあった（実際にマスコミ工作が行われたのかは裁判でも明らかになっていない）。
この報道をきっかけに、許は、河村に、美術品や貴金属などを投資すれば経営が安定するとの話を持ちかけた。これを受けて、伊藤萬は許永中の絡む三つの会社（中国系画廊のS氏も含め）から、許永中の所有していた絵画・骨董品などを総額676億円で買い受けた。さらに磯田の娘も不明朗な絵画取引に加わったとされる。これらの美術品は鑑定評価書の偽造などが行われ、市価の2～3倍以上という法外な価格だったが、河村や伊藤はこれを認識しながら買い受け、これによって伊藤萬は多額の損害を受けた。異常な取引が続いた背景には、磯田の後ろ盾により河村がワンマン体制を敷いており、誰も河村を止めることができなかった事情があった。
日経新聞で経営危機が報道されると、伊藤萬はほどなくマスコミ対策を本格化させた。6月には、関西新聞 (許永中の関連企業) 社長・池尻一寛が企画監理本部副本部長として入社、関西コミュニティ (同様に許の関連会社) 社長・佐藤雅光と許の秘書が広報部員として入社する。これらは伊藤によるマスコミ対策のための措置だった。さらには、宅見組組長の秘書が白昼堂々と伊藤の部屋に出入りするようになり、伊藤萬の広報部は、さながら、やくざが仕切っているように見えたという。
世間で伊藤萬の経営危機が意識されたのは、同年9月16日付朝刊で日経新聞が報道してからである。8月末から9月はじめにかけては、週刊新潮で伊藤萬と地上げ屋の関係を暴露する記事が書かれており少しずつ経営危機問題はマスコミに広がりつつあったが、一方で伊藤萬もマスコミ対策の記事を書かせていた時期だった。
これ以降、マスコミによる報道合戦が始まる。1991年 (平成3年) 元日、朝日新聞が「西武百貨店→関西新聞→イトマン 転売で二十五億円高騰」「絵画取引十二点の実態判明、差額はどこへ流れた？」との大見出しで、絵画取引の不正疑惑をスクープした。

## 捜査・刑事訴追
前述したように、1990年 (平成2年) 9月16日付朝刊で日経新聞が報道して以降、伊藤萬の経営危機が世間一般で広く認識されるようになり、それ以後、伊藤萬・住友銀行関連の動きはあわただしくなった。
同年10月7日には磯田住友銀行会長が辞任表明 (表向きは、光進事件で小谷光浩・光進会長へ不正融資した住友銀行・元青葉台支店長逮捕の引責だが、実際はイトマン事件で追求されることを嫌っての辞任)、翌1991年 (平成3年) 1月25日、伊藤萬取締役会で河村社長が電撃解任、2月から大阪地方検察庁特捜部による事情聴取開始、4月24日、伊藤萬からの告訴に基づき同特捜部と大阪府警が強制捜査に入り、関西新聞社・ウィング・ゴルフクラブ・雅叙園観光・富国産業などの伊藤や許の関係企業を中心に全国57箇所を一斉捜索した。
一時期、捜査が中断されたが、1991年 (平成3年) 6月4日、大阪地検特捜部は、「KBSびわ湖教育センター」「トラスト・サービス」(許の関連企業) を家宅捜索して捜査を再開、その後、フジ・インターナショナル・アート(福本邦雄が経営する画廊)、アイチ本社、丸益産業、キョート・ファイナンスへの家宅捜索 (6月5日)、更に伊藤萬関連企業や許の取引企業の捜査と続き、同年7月23日、商法違反の特別背任容疑で、河村・伊藤・許、伊藤萬前副社長・高柿貞武、関西コミュニティ社長・佐藤雅光および許の秘書が逮捕された。
9月9日には大阪府警が不動産会社・アルカディア・コーポレーション社長の小早川茂を商法の特別背任容疑で、9月17日に大阪府民信用組合の過剰融資疑惑で、伊藤を商法の特別背任容疑で再逮捕、同信組理事会長・南野洋を同容疑で逮捕して、イトマン事件の捜査はほぼ終了した。イトマン事件では18名が逮捕され、うち7人が起訴された。
裁判は非常に長い時間がかかった。河村・伊藤・許の公判は1991年 (平成3年) 12月19日から始まったが、1審判決が出たのは1999年 (平成11年) のことである。
1991年 (平成3年) 12月19日午前10時から、河村・伊藤・許3人の初公判が大阪地方裁判所201号法廷で開かれた。午前中は人定質問・起訴状朗読・罪状認否・意見陳述が行われ、3被告とも起訴事実をほぼ全面否認、無罪を主張した。午後から、4時間におよぶ検察の冒頭陳述になったが、この中で、日経新聞の社内協力者に1,000万円が支払われた、との陳述があり、日経社内で大騒動になった (後述)。
1999年 (平成11年) 9月9日に、河村被告に懲役7年、伊藤被告に懲役10年の実刑判決が下った。許永中は、保釈中の1997年 (平成9年) 10月6日、妻の実家の法要に出席することを理由に大阪地裁から許可を得て韓国に旅行中、「狭心症・不整脈」を理由にして入院したソウルの病院から失踪、1999年 (平成11年) 11月に東京都内のホテルで警視庁に逮捕されるまで逃亡していたため判決が遅れ、2001年 (平成13年) 3月29日に一審判決、懲役7年6ヶ月、罰金5億円の実刑判決がおりた。保釈金6億円は没収された。
控訴審判決は、河村・伊藤被告が2002年 (平成14年) 4月23日に、許被告に同年10月31日にそれぞれ大阪高等裁判所であり、ともに控訴棄却、上告した。最高裁で1審判決が確定したのは2005年 (平成16年) 10月のことである。2005年 (平成16年) 10月7日、最高裁の上告棄却決定により、許について懲役7年6月・罰金5億円、伊藤について懲役10年、河村について懲役7年の刑がそれぞれ確定した。

## 日経新聞による社内調査
前述したように、イトマン事件の公判において検察側の冒頭陳述内で、伊藤萬が日経新聞の社内協力者へ金銭を支払って内部情報を入手したと公表され大問題になった。
1991年 (平成3年) 12月19日の初公判において、日経新聞の社内協力者に1,000万円が支払われた、と検察側の陳述があり、大阪支局で大騒動になった。東京本社編集局では夕方になって情報が入り、やはり大騒動になった。
冒頭陳述によれば、当初消極的だったが、伊藤の進言により河村社長はマスコミ対策を行ってイトマン疑惑の情報を抑えこむことを決断、雑誌『経済界』に2回、伊藤萬の提灯記事を書いてもらい、その対価として業務委託費の名目で2億円を支払った。また、週刊新潮と日経新聞の記事を抑えるために、伊藤が暴力団や政界に顔のきく小早川茂に対策を依頼した。その見返りとして、小早川が経営する不動産開発会社・アルカディア・コーポレーションに対して伊藤萬が10億円の不正融資を行った。週刊新潮への対策は、記者を500万円で懐柔し記事差し止めを工作 (差し止めは失敗)、日経新聞には社内協力者を獲得、報酬として1,000万円を支払ったという。なお、小早川は信義を盾にして日経新聞社内の協力者の氏名を明かさなかったので、検察の冒頭陳述内にその人物は特定されていない。
日経新聞社は独自に社内調査を行い、該当者があれば厳正に処罰するとの声明を出したが、次第に社内協力者はいない、検察がミスを犯したとの楽観論に傾いていった。翌1992年 (平成4年) 1月31日、日経新聞の調査委員会が記者会見を行い、社内協力者に該当する者はいない、イトマン事件の報道に関して記事に圧力による影響はない、などの結果を発表した。2月10日の記者会見で、社内調査の終了を公表した。
裁判の中でも、社内協力者の名前は明かされなかったので、小早川の証言の真偽に決着はついていない。ただ、どういう経路でかは不明だが、記事を書いた大塚の身元情報が調べられて、伊藤萬に流れたことは確認されている。

## 事件の影響
伊藤萬は事件発覚後、1991年 (平成3年) 1月1日にCIを導入し、片仮名の「イトマン」に商号変更したが、1993年 (平成5年) に住友金属工業（現：日本製鉄）の子会社でこれまで金属・鋼材類の製造・販売を行った住金物産（現：日鉄物産）に吸収合併され、本体は延べ110年の歴史に幕を下ろした。1兆2,000億円の不良債権のうち、イトマンは自社ビルの売却などによって約1,000億円の損失を処理したが、残りの約5,000億円の不良債権は住友銀行が受け皿会社をつくって負担した。
イトマン事件など相次ぐ不祥事の発覚により、磯田は住友銀行会長を引責辞任。1993年 (平成5年) 春から住友グループ幹部宅を狙った襲撃事件が10件以上も発生し、住友銀行横浜駅前支店では銃弾1発が撃ち込まれた。1994年 (平成6年) 9月14日には住友銀行名古屋支店長射殺事件が発生し、イトマンに伊藤寿永光を紹介したのが名古屋支店であったため、イトマン事件に関連する事件ではないかと報道された。バブル崩壊により住友銀行は不良債権処理に追われ、2001年 (平成13年) にはさくら銀行を合併して三井住友銀行となり、イトマン事件はメガバンク再編の引き金となった。
またイトマン事件に絡み、許がオーナーだった関西新聞は、1991年 (平成3年) 4月に不渡り手形で倒産し新聞も廃刊した。同じく許が関与していたとされる近畿放送（KBS京都）は、1989年に関連会社役員だった許らが中心となってノンバンクから土地開発会社に146億円の融資を受けた際に、近畿放送本社社屋や放送機材等が根抵当権に設定され、一時は債権者であるノンバンクから差押えを受け社屋などの競売を申請したことで、放送局として存続の危機に立たされた。1994年 (平成6年) に同社の労働組合員が未払い賃金である組合員の労働債権をもとに会社更生法を申請、廃局の事態は免れた。その後は100%の減増資により、イトマン事件関係者含む旧経営陣及び株主を排除し、京都放送に商号を変更して再建への道を歩み、2007年 (平成19年) 10月には会社更生法の解除申請が受理された。

### 注
1. ↑  特に、南青山の地上げは、磯田を通じて河村と伊藤が接点を持つきっかけとなったことと、イトマン事件発覚の糸口となる1990年 (平成2年) 5月24日付および同年9月16日付日本経済新聞朝刊での報道につながった点で重要である。名古屋市を拠点とする不動産業「慶屋グループ」と委託契約を結んで、伊藤萬が南青山の地上げを始めるのが1986年 (昭和61年) 7月のことだった[13]。更に、伊藤萬は同グループと、三重県志摩郡浜島町 (後、志摩市) のリゾート開発でも提携し、伊藤萬の子会社伊藤萬不動産開発を通じて融資をしていたが、方針の違いから伊藤萬と慶屋の間でトラブルになり、伊藤萬が融資の打ち切りを通告するのが1988年 (昭和63年) 5月下旬のことである[14]。このあと、双方で約20件にのぼる訴訟合戦となり、慶屋は倒産、南青山の地上げも不完全なものに終わり、再開発できないまま、負債だけが膨らんでいった[15]。伊藤萬の過剰な不動産融資が将来、住友銀行に悪影響を及ぼすかもしれないことに危機感を持ったのが同銀行の業務渉外部部付部長だった國重惇史で、懇意だった日経新聞社の記者・大塚将司にその実情を説明、なんとか記事にして報道できないかと依頼してきたのが、1988年 (昭和63年) 10月19日のことである[16]。このときには、当時の日本の経済状況を鑑みて、報道する価値がないと判断され記事化されなかったが、その後も両者の接触は続き、最終的に1990年 (平成2年) の報道につながった[17]。
2. ↑  合併により伊藤萬の株式は上場廃止となったが、吸収した住金物産がその後大阪証券取引所に上場、2006年12月26日には東京証券取引所1部にも上場を果たした。

## 関連図書
- 日本経済新聞社 編『ドキュメント イトマン・住銀事件』日本経済新聞出版社、1991年。ISBN 4532160189。
- 朝日新聞大阪社会部 編『イトマン事件の深層』朝日新聞社、1992年。ISBN 4-02-256411-3。
- 國重惇史『住友銀行秘史』講談社、2016年。ISBN 4-06-220130-5。
- 江波戸哲夫『企業の闇に棲む男』講談社〈講談社文庫〉、1998年。ISBN 4-06-263708-1。 - イトマン事件を土台にしたフィクション小説